# HMS Somerset (F82)
Za druge ladje glejte HMS Somerset.
HMS Somerset (F82) je fregata razreda type 23 Kraljeve vojne mornarice.